# Čoson
Dinastija Čoson često zvana Dinastija Ji, ali i Kraljevstvo Velikog Čosona (korejski: 대조선국), bila je korejska dinastija i istoimena kraljevina, koja je trajala približno pet vekova. Čoson je osnovao Ji Seong-gie u julu 1392, i bio je zamenjen Korejskim carstvom u oktobru 1897.

## Istorija
Dinastija Čoson bila je poslednja i najdugovječnija korejska dinastija koja je vladala Korejskim poluostrvom od 1392. do 1910. Osnivač dinastije bio je general Ji Seong-gie (Taejo), on je i osnivao pretonicu - Hanjang (današnji Seul). Nakon što je osnovana dinastija, teritorija pod njenom kontrolom dobila je ime Čoson, uz odobrenje kineskog cara, iz njenih redova izređalo se 26 monarha. Kraljevstvo je dobilo ime Čoson po istoimenoj državi koja je u davnim vremenima dominirala Korejskim poluoostrvom.
General Ji je uspostavio bliske odnose sa susednom kineskom dinastijom Ming (1368-1644), koja je Koreju smatrala svojom vazalnom državom, pa je kineski kulturni uticaj bio vrlo snažan u tom vremenu. Konfučijanizam je postao državna religija i zamenio je korumpirani budizam, pa su osnovane i brojne Institucije za proučavanje neokonfučojanizma. Administracija Kraljevine Čoson kreirana je po modelu na kinesku birokratiju, a neokonfučijanizam je prihvaćen kao ideologija države i društva.
Za vreme vladavine prethodnih dinastija, vlasništvo nad zemljom bilo je koncentrisano u rukama nekolicine visokih birokrata, ali su general Ji (koji je vladao kao kralj Taejo) i njegovi naslednici podelili zemljišta širem krugu svojih funkcionera na različitim nivoima vlasti, i tako stvorili novu aristokratiju od svojih učenih fukcionera zvanih - jangban. To doslovno znači - dva reda, odnosno odnosi se na civilne i vojne funkcionere.
Oni su bili nasledna aristokratska klasa, koja se pored vršenja svoje službe (što im je bio jedini posao) puno bavila proučavanjem neokonfučijanske otodoksije. Budući da su kontrolisali sve aspekte čosonskog društva i bili najveći veleposednici, dinastija Čoson može se opisati i kao društvo jangbana.
Društvo ranog jangbana prosperiralo je na intelektualnom i kulturnom planu, naročito za vreme vladavine vladavine četvrtog monarha Sejonga Velikog. Tehnikom pokretnog drvoreza modifikovanoj u Koreji 1234. godine, odštampano je mnogo publikacija iz područja medicine, astronomije, geografije, istorije i agronomije. Za vreme njegovog mandata je 1420. godine osnovana institucija nalik na kraljevsku akademiju pod nazivom Dvorana uglednih (Chiphyŏnjŏn). U njoj su se mladi učenjaci bavili istraživanjem. Godine 1443, dovršeno je i korejsko fonetsko pismo - Hangul.
Za vreme vladavine sedmog monarha Seja oformila se snažno centralizovana, jangbanski orijentirana državna struktura. Zemlja je podeljena u osam administrativnih jedinica, provincija, a sve funkcionere postavljala je centralna vlast. Zakonodavstvo je kodificirano, a najviši organ uprave bilo je Državno veće.
Japanski šoguni su 1592. izvršili invaziju na Korejsko poluostrvo, koja je uz pomoć kineskih snaga odbijena, ali je zemlja devastirana. Nakon toga je 1627. usledila invazija mandžurijskih plemena na severozapad Koreje, ona su tako želela zaštititi svoju pozadinu u sklopu priprema invazije na Kinu. Uništena su mnoga kulturna dobra, a moć centralne vlade je ozbiljno uzdrmana. Za vreme vladavine kraljeva Jeongja (1724-76) i Žeongja (1776-1800), zemlja se u velikoj meri oporavila od razaranja.
To je bio period kad je uz povećanu primenu navodnjavanja prosperirala poljoprivreda a uz nju i trgovina. U to vreme proširilo se neokonfučionistički reformatorski pokret i učenje - Silhak, koji je insistirao na praktičnosti (sil znači = praktičan, a hak = učenje) njime su se nastojali rešti problemi u upravljanju zemljom.
Kraljevina Čoson je vodila izolacionističku politiku sve do 1880-ih. Mirovnim ugovorom sklopljenim sa Japanskim carstvom 1876, potpisanim na japansko insistiranje, Kraljevina Čoson je formalno postala suverena država pa je uspostavila i diplomatske odnosa ne samo Japanom, nego i Kinom. Kina je lobirala da se Koreja po prvi put otvori za trgovinu sa Zapadom, naročito sa Sjedinjenim Američkim Državama, pa je ubrzo postala arena borbe velesila za prevlast. Japanski uticaj u toj regiji postao je prevladavajući, naročito nakon japanskih pobjeda u ratovima vođenih sa Kinom (Kinesko-japanski rat 1894-95) i Carskom Rusijom (Rusko-japanski rat, 1904-05).
U međuvremenu je u rasla netrpeljivost u narodu prema japanskoj dominaciji. To je kulminiralo 1895. kad su japanski su agenti ubili kraljicu Min, za koju se sumnjalo da raspiruje antijapansko raspoloženje. Njezin suprug - kralj Gojong, održao se na tronu sve do 1907, kada je bio prisiljen na ostavku i predaju trona svom sinu Sunjongu. Na kraju tog procesa je Japansko carstvo 1910. i formalno anektiralo Koreju. Tim činom prestala je da postoji i dinastija Čoson.
Desetak kraljevskih grobnica dinastije Čoson oko Seula je 2009. pod imenom Kraljevske grobnice dinastije Čoson uvršteno na UNESCO-v
spisak mesta svetske baštine u Aziji.

## Napomene
1. ↑  Sad Seul, Južna Koreja.

## Literatura
- Ebrey, Patricia Buckley; Walthall, Ann; Palais, James B. (2006), East Asia: A Cultural, Social, and Political History, Boston and New York: Houghton Mifflin Press, ISBN 978-0-618-13384-0.
- Hatada, Takashi; Smith Jr, Warren W.; Hazard, Benjamin H. (1969), A History of Korea, Santa Barbara, CA: ABC-Clio, ISBN 978-0-87436-064-6.
- Kennedy, George A. (1943), „Amin”,  Ур.: Arthur W. Hummel, Eminent Chinese of the Ch'ing Period (1644-1912), Washington: United States Government Printing Office, стр. 8—9.
- Kim Haboush, JaHyun (2005), „Contesting Chinese Time, Nationalizing Temporal Space: Temporal Inscription in Late Chosǒn Korea”,  Ур.: Lynn A. Struve, Time, Temporality, and Imperial Transition, Honolulu: University of Hawai'i Press, стр. 115—141, ISBN 978-0-8248-2827-1.
- Larsen, Kirk W. (2008), Tradition, Treaties, and Trade: Qing Imperialism and Chosǒn Korea, 1850–1910, Cambridge, MA: Harvard University Asia Center, ISBN 978-0-674-02807-4.
- Lee, Peter H.; de Bary, William Theodore (1997), Sources of Korean Tradition, Volume I: From Early Times Through the Sixteenth Century, New York: Columbia University Press, ISBN 978-0-231-10567-5.
- Nahm, Andrew C. (1988), Korea: Tradition & Transformation: A History of the Korean People, Elizabeth, NJ: Hollym, ISBN 978-0-930878-56-6.
- Zhao, Quansheng (2003), „China and the Korean peace process”,  Ур.: Tae-Hwan Kwak; Seung-Ho Joo, The Korean Peace Process and the Four Powers, Hampshire: Ashgate, стр. 98—118, ISBN 978-0-7546-3653-3.
- A Cultural History of Modern Korea, Wannae Joe, ed. with intro. by Hongkyu A. Choe, Elizabeth NY, and Seoul Korea: Hollym, 2000.
- An Introduction to Korean Culture, ed. Koo & Nahm, Elizabeth NJ, and Seoul Korea: Hollym, 1998. 2nd edition.
- Noon Eu Ro Bo Neun Han Gook Yuk Sa #7 by Jang Pyung Soon. Copyright 1998 Joong Ang Gyo Yook Yun Goo Won, Ltd, pp. 46–7.
- Alston, Dane. 2008. "Emperor and Emissary: The Hongwu Emperor, Kwŏn Kŭn, and the Poetry of Late Fourteenth Century Diplomacy". Korean Studies 32. University of Hawai'i Press: 104–47.
- Kye, Seung B.. 2010. "Huddling Under the Imperial Umbrella: A Korean Approach to Ming China in the Early 1500s". The Journal of Korean Studies 15 (1). University of Washington Center for Korea Studies: 41–66.
- Robinson, David M.. 2004. "Disturbing Images: Rebellion, Usurpation, and Rulership in Early Sixteenth-century East Asia—Korean Writings on Emperor Wuzong". The Journal of Korean Studies 9 (1). University of Washington Center for Korea Studies: 97–127.
- Robinson, Kenneth R.. 1992. "From Raiders to Traders: Border Security and Border Control in Early Chosŏn, 1392—1450". Korean Studies 16. University of Hawai'i Press: 94–115.